# Marele Premiu al Marii Britanii din 2022
Marele Premiu al Marii Britanii din 2022 (cunoscut oficial ca Formula 1 Lenovo British Grand Prix 2022) a fost o cursă auto de Formula 1 ce s-a desfășurat între 1-3 iulie 2022 pe Circuitul Silverstone din Silverstone, Regatul Unit. Aceasta a fost cea de-a zecea rundă a Campionatului Mondial de Formula 1 din 2022.
Carlos Sainz Jr. a luat atât primul său pole position, cât și victoria în Formula 1, în fața lui Sergio Pérez și Lewis Hamilton. Liderul campionatului, Max Verstappen, a terminat pe locul șapte după ce a suferit daune la mașină la începutul cursei.

## Calificări
Calificările au început la 15:00, ora locală, pe 2 iulie, și au durat o oră.
| Poz.                  | Nr. | Pilot            | Constructor                  | Timpi calificări | Timpi calificări | Timpi calificări | Grila finală |
| Poz.                  | Nr. | Pilot            | Constructor                  | Q1               | Q2               | Q3               | Grila finală |
| --------------------- | --- | ---------------- | ---------------------------- | ---------------- | ---------------- | ---------------- | ------------ |
| 1                     | 55  | Carlos Sainz Jr. | Ferrari                      | 1:40,190         | 1:41,602         | 1:40,983         | 1            |
| 2                     | 1   | Max Verstappen   | Red Bull Racing-RBPT         | 1:39,129         | 1:40,655         | 1:41,055         | 2            |
| 3                     | 16  | Charles Leclerc  | Ferrari                      | 1:39,846         | 1:41,247         | 1:41,298         | 3            |
| 4                     | 11  | Sergio Pérez     | Red Bull Racing-RBPT         | 1:40,521         | 1:42,513         | 1:41,616         | 4            |
| 5                     | 44  | Lewis Hamilton   | Mercedes                     | 1:40,428         | 1:41,062         | 1:41,995         | 5            |
| 6                     | 4   | Lando Norris     | McLaren-Mercedes             | 1:41,515         | 1:41,821         | 1:42,084         | 6            |
| 7                     | 14  | Fernando Alonso  | Alpine-Renault               | 1:41,598         | 1:42,209         | 1:42,116         | 7            |
| 8                     | 63  | George Russell   | Mercedes                     | 1:40,028         | 1:41,725         | 1:42,161         | 8            |
| 9                     | 24  | Zhou Guanyu      | Alfa Romeo-Ferrari           | 1:40,791         | 1:42,640         | 1:42,719         | 9            |
| 10                    | 6   | Nicholas Latifi  | Williams-Mercedes            | 1:41,998         | 1:43,273         | 2:03,095         | 10           |
| 11                    | 10  | Pierre Gasly     | AlphaTauri-RBPT              | 1:41,680         | 1:43,702         | N/A              | 11           |
| 12                    | 77  | Valtteri Bottas  | Alfa Romeo-Ferrari           | 1:41,396         | 1:44,232         | N/A              | 12           |
| 13                    | 22  | Yuki Tsunoda     | AlphaTauri-RBPT              | 1:41,893         | 1:44,311         | N/A              | 13           |
| 14                    | 3   | Daniel Ricciardo | McLaren-Mercedes             | 1:41,933         | 1:44,355         | N/A              | 14           |
| 15                    | 31  | Esteban Ocon     | Alpine-Renault               | 1:41,730         | 1:45,190         | N/A              | 15           |
| 16                    | 23  | Alexander Albon  | Williams-Mercedes            | 1:42,078         | N/A              | N/A              | 16           |
| 17                    | 20  | Kevin Magnussen  | Haas-Ferrari                 | 1:42,159         | N/A              | N/A              | 17           |
| 18                    | 5   | Sebastian Vettel | Aston Martin Aramco-Mercedes | 1:42,666         | N/A              | N/A              | 18           |
| 19                    | 47  | Mick Schumacher  | Haas-Ferrari                 | 1:42,708         | N/A              | N/A              | 19           |
| 20                    | 18  | Lance Stroll     | Aston Martin Aramco-Mercedes | 1:43,430         | N/A              | N/A              | 20           |
| Regula 107%: 1:46,068 |     |                  |                              |                  |                  |                  |              |
| Sursa:                |     |                  |                              |                  |                  |                  |              |

## Cursă
Cursa a început la 15:00, ora locală, pe 3 iulie.
| Poz.                                                               | Nr. | Pilot            | Constructor                  | Tururi | Timp/Retras          | Grilă | Puncte |
| ------------------------------------------------------------------ | --- | ---------------- | ---------------------------- | ------ | -------------------- | ----- | ------ |
| 1                                                                  | 55  | Carlos Sainz Jr. | Ferrari                      | 52     | 2:17:50,311          | 1     | 25     |
| 2                                                                  | 11  | Sergio Pérez     | Red Bull Racing-RBPT         | 52     | +3,779               | 4     | 18     |
| 3                                                                  | 44  | Lewis Hamilton   | Mercedes                     | 52     | +6,225               | 5     | 16     |
| 4                                                                  | 16  | Charles Leclerc  | Ferrari                      | 52     | +8,546               | 3     | 12     |
| 5                                                                  | 14  | Fernando Alonso  | Alpine-Renault               | 52     | +9,571               | 7     | 10     |
| 6                                                                  | 4   | Lando Norris     | McLaren-Mercedes             | 52     | +11,943              | 6     | 8      |
| 7                                                                  | 1   | Max Verstappen   | Red Bull Racing-RBPT         | 52     | +18,777              | 2     | 6      |
| 8                                                                  | 47  | Mick Schumacher  | Haas-Ferrari                 | 52     | +18,995              | 19    | 4      |
| 9                                                                  | 5   | Sebastian Vettel | Aston Martin Aramco-Mercedes | 52     | +22,356              | 18    | 2      |
| 10                                                                 | 20  | Kevin Magnussen  | Haas-Ferrari                 | 52     | +24,590              | 17    | 1      |
| 11                                                                 | 18  | Lance Stroll     | Aston Martin Aramco-Mercedes | 52     | +26,147              | 20    |        |
| 12                                                                 | 6   | Nicholas Latifi  | Williams-Mercedes            | 52     | +32,511              | 10    |        |
| 13                                                                 | 3   | Daniel Ricciardo | McLaren-Mercedes             | 52     | +32,817              | 14    |        |
| 14                                                                 | 22  | Yuki Tsunoda     | AlphaTauri-RBPT              | 52     | +40,910              | 13    |        |
| Ab                                                                 | 31  | Esteban Ocon     | Alpine-Renault               | 37     | Pompa de combustibil | 15    |        |
| Ab                                                                 | 10  | Pierre Gasly     | AlphaTauri-RBPT              | 26     | Coliziune            | 11    |        |
| Ab                                                                 | 77  | Valtteri Bottas  | Alfa Romeo-Ferrari           | 20     | Cutia de viteze      | 12    |        |
| Ab                                                                 | 63  | George Russell   | Mercedes                     | 0      | Coliziune            | 8     |        |
| Ab                                                                 | 24  | Zhou Guanyu      | Alfa Romeo-Ferrari           | 0      | Coliziune            | 9     |        |
| Ab                                                                 | 23  | Alexander Albon  | Williams-Mercedes            | 0      | Coliziune            | 16    |        |
| Cel mai rapid tur: Lewis Hamilton (Mercedes) – 1:30,510 (turul 52) |     |                  |                              |        |                      |       |        |
| Sursa:                                                             |     |                  |                              |        |                      |       |        |

Note
- ^1 – Include un punct pentru cel mai rapid tur.[5]

## Clasamentele campionatelor după cursă
|        | Poz. | Pilot            | Pct. |
| ------ | ---- | ---------------- | ---- |
|        | 1    | Max Verstappen   | 181  |
|        | 2    | Sergio Pérez     | 147  |
|        | 3    | Charles Leclerc  | 138  |
| 1      | 4    | Carlos Sainz Jr. | 127  |
| 1      | 5    | George Russell   | 111  |
| Sursa: |      |                  |      |

|        | Poz. | Constructor          | Pct. |
| ------ | ---- | -------------------- | ---- |
|        | 1    | Red Bull Racing-RBPT | 328  |
|        | 2    | Ferrari              | 265  |
|        | 3    | Mercedes             | 204  |
|        | 4    | McLaren-Mercedes     | 73   |
|        | 5    | Alpine-Renault       | 67   |
| Sursa: |      |                      |      |

- Notă: Doar primele cinci locuri sunt prezentate în ambele clasamente.